# 名もなく貧しく美しく
『名もなく貧しく美しく』（なもなくまずしくうつくしく）は、第二次世界大戦終戦後の困難な時代を実話に基づいて描いた日本映画である。1961年1月15日公開。東京映画製作。東宝配給。併映は『銀座の恋人たち』（監督：千葉泰樹。主演：団令子）。松山善三の初監督作品である。2007年8月19日、NHKハイビジョンで放送。

## あらすじ
主婦の秋子（高峰秀子）は幼い頃に病気で聴覚を失っていたが、聾（ろう）学校で手話を学び、人の唇の動きを見て会話することも出来た。 第二次世界大戦の末期に、秋子は空襲の焼け跡で赤ん坊を保護し、嫁ぎ先に連れ帰った。だが、冷たい家族は秋子の留守中に赤ん坊を孤児の収容施設に入れてしまった。
終戦後に夫と死別すると、秋子はすぐさま実家に帰された。母親のたまは優しかったが、姉や弟は出戻りの秋子を冷遇した。やがて秋子は、聾（ろう）学校の同窓生である片山道夫（小林桂樹）と再婚するが、生まれた最初の赤ん坊は、深夜の異常な泣き声を聞き取れず、死なせてしまった。
秋子と道夫は路上の靴磨きで生計を立て、やがて息子の一郎が生まれた。道夫は印刷所に植字工として雇われ、秋子は裁縫の内職と育児に励んで、一郎は健康優良児として表彰された。しかし、小学生になった一郎は両親の障害を理由に、友人とトラブルを起こすようになった。
秋子の母親のたまは、秋子一家と同居するようになった。秋子の弟である弘一が身を持ち崩し、実家を売り払ったためだった。刑務所から出所した弘一は、たまが秋子のために買った商売道具のミシンと道夫の給料を力ずくで奪って行った。ショックから家を飛び出し、当てもなく列車に乗り込む秋子。しかし、追って来た道夫に手話で優しく諭されて、秋子は家に戻ることができた。
息子の一郎は精神的に成長し、友人たちに屈託なく母を紹介するようになった。貧しくとも幸せだと手話で語り合う秋子と道夫。家族で初めての旅行でもと話していた矢先に、不慮の事故で秋子が命を落としてしまった。妻を失い、絶望する道夫。しかし、道夫には息子の一郎という生きがいが残されていた。（海外公開向けに、監督による（結末の異なる）別バージョンがあるとされる）。

## キャスト
- 片山秋子 - 高峰秀子 聾唖者。3歳のときに枝豆の食べ過ぎで高熱となり、耳が聞こえなくなった。後天的なため、ある程度発声できる。一郎の小学校卒業式を観に行っていたところに上野アキラが自宅を訪ねてきたことを知らされ、喜んで急遽家に帰る。
- 片山道夫 - 小林桂樹 聾唖者。
- 片山一郎 - 島津雅彦（一年生）王田秀夫（五年生） 秋子と道夫の間にできた次男。一年生の時は両親のことを揶揄されてケンカを繰り返したが、五年生になり友達も増え、母親を友人に紹介できるほどオトナになる。なお長男は、乳児のときに就寝中の異常に二人が気付くことができず亡くなっている。
- 秋子の母たま - 原泉
- 秋子の姉信子 - 草笛光子 バーのママ。中国人の妾で、香港に渡る。
- 秋子の弟弘一 - 沼田曜一 刑務所帰り。道夫の給料袋を奪い、秋子のミシンを目の前で強奪していく。
- 竜光寺泉心 - 松本染升
- 竜光寺みよ - 荒木道子
- 竜光寺浩子 - 根岸明美
- 竜光寺美悦 - 高橋昌也
- 上野アキラ（自衛隊員） - 加山雄三 秋子が助けた、焼け跡で拾われた赤ん坊。成長し、一郎が5年生で上級生を送る卒業式のとき秋子を訪ねてくる。
- 経師屋の主人 - 藤原釜足
- 経師屋のおかみ - 中北千枝子
- 弘一の戦友菊池 - 三島耕
- 駅の改札係 - 南道郎
- 道夫の伯父 - 織田政雄
- 伊東の旅館の女中 - 一の宮あつ子
- 八百政の主人 - 中村是好
- 角勝の主人 - 八波むと志
- 肉屋の店員 - 井上大助
- 泥棒 - 田中志幸
- 秋子の先生 - 南美江
- 貴金属店の店主 - 十朱久雄
- 本屋の主人 - 小林十九二
- 和夫の母親 - 賀原夏子
- 木島先生 - 河内桃子
- 小菅の取調官 - 城所英夫
- 弘一の友人吉野 - 小池朝雄
- 沢野洋服店主 - 多々良純 秋子の内職の元請け。
- 校長 - 加藤武
- 日赤の医師 - 村上冬樹

## スタッフ
- 監督・脚本 - 松山善三
- 監督助手 - 平山晃生
- 製作 - 藤本真澄、角田健一郎
- 撮影 - 玉井正夫
- 音楽 - 林光
- 美術 - 中古智、狩野健
- 録音 - 長岡憲治
- スクリプター - 吉崎松雄
- スチル - 岩井隆志
- 照明 - 石井長四郎
- 製作担当 - 大久保欣四郎

## エピソード
当時の小坂善太郎外務大臣から藤本真澄プロデューサーに功労があったという理由で賞状が贈られた。藤本は「ときに大臣、映画をご覧になりましたか」と聞いたら、小坂は「私は見ていない」と言ったため、藤本は「じゃあどなたが表彰を決められたのですか?」と尋ねたら、「官僚が見て決めた」と言った。

## 続編
『続・名もなく貧しく美しく 父と子』のタイトルで、1967年5月20日公開。東京映画製作。東宝配給。併映は『坊っちゃん社員 青春でつッ走れ!』（監督：松森健。主演：夏木陽介）。

### キャスト
- 片山道夫 - 小林桂樹
- 片山一郎 - 北大路欣也
- 片山たま - 原泉
- 堺新太郎 - 加東大介
- 堺妙子 - 乙羽信子
- 堺美世 - 内藤洋子
- 宮田夕子 - 大空眞弓
- 南条則雄 - 田村亮
- 片山秋子 - 高峰秀子

### スタッフ
- 監督・脚本 - 松山善三
- 製作 - 藤本真澄、椎野英之
- 撮影 - 岡崎宏三
- 音楽 - 船村徹
- 美術 - 小野友滋
- 編集 - 諏訪三千男
- 録音 - 原島俊男
- スチル - 中山章
- 照明 - 榊原庸介

## TVドラマ

### 1976年版
1976年3月8日 - 5月7日にTBS「花王 愛の劇場」枠にて放送された。

#### キャスト
- 片山秋子 - 島かおり
- 片山道夫 - 東野孝彦（東野英心）
- 片山一郎 - 千葉裕、 中野健（幼年時代）
- 大川たま - 滝奈保栄
- 大川信子 - 真山知子
- 大川弘一 - 柴田侊彦
- 上野アキラ - 大和田獏
- 小島先生 - 初井言栄
- 常吉 - 陶隆司
- マサ江 - 田所千津子
- 高橋長英
- 小栗一也
- 伊豆肇
- 中村たつ
- 加藤土代子
- 西園寺宏
- 野々浩介
- 翠準子
- 宮内順子
- 市村昌治
- 市原清彦
- 庄司永建
- 小池榮
- たうみあきこ
- 瀬良明
- 西国成男
- 名倉美里
- 里木左甫良
- 平松慎吾
- ナレーター - 市原悦子
- 手話ナレーター - 藤田典子、大宮悌二

#### スタッフ
- 脚本 - 梅林貴久生
- 監督 - 高橋繁男、西河健治
- 音楽 - 渡辺岳夫
- 製作 - TBS、東京映画

#### 主題歌
- 『めぐり逢い』 歌：由紀さおり

### 1980年版
1980年7月8日 - 9月30日に日本テレビ「火曜劇場」枠にて放送された。

#### キャスト
- 大川（片山）秋子 - 島田陽子
- 片山道夫 - 篠田三郎
- 大川たま - 津島恵子 :秋子の母
- 大川信子 - 宮下順子 :秋子の姉
- 大川弘一 - 尾藤イサオ :秋子の弟
- 下村純平 - 坂本九
- 平岡清作 - 佐藤英夫 :隣家の自転車屋を経営。
- 清作の妻 - 三崎千恵子
- 塚原 - 名古屋章
- 山路キヨ - 清川虹子 :大家
- 坂田良子 - 木ノ葉のこ
- 田中和洋
- 片山一郎 - 加瀬悦孝（少年期）→ 宮崎達也（青年期）
- 泰子 - 栗田ひろみ :一郎の女友達
- 清太郎 - 福田豊土 :泰子の父
- 正子 - 長谷直美 :美喜の遠縁
- 美喜 - 利根はる恵 :一郎の勤め先「三笠」の女将
- 朝子 - 成田光子 :正子の母
- 田中一郎

#### スタッフ
- 演出 - 結城章介（1～4、6、7、11～13各話）、細野英延（5、8～10各話）
- 脚本 - 池田一朗（全話）、森谷節子（第12話）、矢島正雄

#### 主題歌
- 『微笑』 歌：山本百合子

| TBS 花王 愛の劇場                | TBS 花王 愛の劇場                             | TBS 花王 愛の劇場                     |
| 前番組                           | 番組名                                        | 次番組                                |
| -------------------------------- | --------------------------------------------- | ------------------------------------- |
| 浮雲 （1976.1.5 - 1976.3.5）     | 名もなく貧しく美しく （1976.3.8 - 1976.5.7）  | 愛の秘密 （1976.5.10 - 1976.7.2）     |
| 日本テレビ 火曜劇場              |                                               |                                       |
| 愛しい女 （1980.4.8 - 1980.7.1） | 名もなく貧しく美しく （1980.7.8 - 1980.9.30） | 手ごろな女 （1980.10.7 - 1980.11.18） |

## 関連
- 名もなく貧しく美しく 海外公開版（別バージョン）上映予定[4]